# 古ノルド語が英語に与えた影響
古ノルド語が英語に与えた影響（こノルドごがえいごにあたえたえいきょう）では、古ノルド語が英語に与えた影響を解説する。
9世紀半ばからイングランドを度々侵略したデーン人は9世紀後半からはイングランド東部・北部へ定住を始め、デーンロウと呼ばれるデーン人が治める地域を構成した。デーン人は次第に現地のイングランド人社会に受け入れられ、彼らが話した古ノルド語はイングランド人の話す古英語に大きな影響を与えた。古ノルド語と古英語は同じゲルマン語であるため、語彙や文法に似た部分が多かったが、活用語尾は異なっていた。より円滑な意思疎通を図るため、英語の名詞の性別がなくなり、名詞の複数形と動詞の活用が簡単になったという見方がある。使用頻度の高い基礎動詞・生活動詞などは不規則活用動詞として残ったものが多く、古英語由来の不規則活用動詞は133語である。古ノルド語から入った動詞のうち11語(get, give, take, cut, hit, mistake, sling, fling, thrust, cast, rive)が不規則活用動詞になっており、古英語と古ノルド語の密接な言語接触が窺える。
3人称複数代名詞 they, their, them、指示代名詞 both、前置詞 till、接続詞 though、親族名詞 sister, husband、生活名詞 window, egg, sky, kid、身体名詞 skin, scalp, skull, freckle、基本動詞 get, give, take, want, die、基本形容詞 weak, low, flat, wrong, happy, angryなど、古ノルド語に由来する語彙は英語の基層を形成している。

## 古ノルド語に起源を持つと見られる名詞
- sister (姉妹、systir）
- sky (空、ský）
- birth (誕生、burðr）
- egg (卵、egg）
- window (窓、vindauga）
- loan（貸付金、lán)
- sale (売り出し、売れ行き、sala)
- steak (ステーキ、steik）
- kid (子供、kið）
- law (掟、法、lǫg）
- gift (贈り物、gipt)
- smile (笑顔、smíla)
- mistake (間違い、mistaka)
- stain (染み、steina)
- bag (袋、baggi)
- bait (餌、おとり、beita)
- knife (小刀、knífr)
- root (根、rót)
- gap (間、gap)
- husband (夫、húsbóndi)
- leg (脚、leggr)
- rift (裂け目、rift)
- guest (客、gestr)
- loft (屋根裏部屋、lopt)
- gasp (喘ぎ、息切れ、geispa)
- freckle (そばかす、freknur)
- anger (怒り、angr)
- brunt (矢面、brundr, brundtíð)
- raft (筏、raptr)
- reef (礁、rif)
- fellow (仲間、félagi)
- gait (足取り、gata)
- skin(肌、皮膚、skinn)
- blunder (へま、大失敗、blunda)
- gear (歯車、gervi)
- flaw (ひび、欠点、flaga)
- sway (支配、sveigja)
- ball (球、bǫllr)
- gust (はやて、gustr)
- scar (傷跡、skarð)
- craze (狂気、krasa)
- beaker (ビーカー、bikarr)
- litmus (リトマス試験紙、litmosi)
- down (鳥の綿毛、dúnn)
- bank (土手、bakki)
- race (競走、rás)
- skull (頭蓋骨、skalli)
- scalp (頭皮、skálpr)
- skill (技、skil)
- berserker (北欧神話に登場する狂戦士、berserkr)
- wand (魔法使い・妖精が使う細くしなやかな杖、vǫndr)
- lad(若い男、若者、ladd。イングランド北部方言で用いられる。)
- lass(小娘、若い女性、laskwa。イングランド北部方言で用いられる。)

## 古ノルド語に起源を持つと見られる動詞
- get (得る、geta）
- give (与える、gefa)
- take (取る、taka）
- are (動詞 be の2人称現在形。古英語では2人称単数形がeart、2人称複数形がsindであった。）
- die (死ぬ、deyja）
- cut (切る、kytja, kutta)
- want (～が欲しい、vanta）
- smile (微笑む、smíla)
- hit (当てる、当たる、hitta)
- seem(～のように見える、～のように思われる、sœma)
- cast (投げる、kasta)
- kick (蹴る、kikna, keikja)
- crawl (這う、krafla)
- bloom (咲く、blóm)
- scold (叱る、skald)
- guess (推し量る、～だろうと思う、getsa)
- thrust (ぐいと押し上げる、ぐいと押し出す、þrysta)
- sway (漂う、sveigja)
- thrive (栄える、þrífa)
- fling (ぶん投げる、flengja)
- sling (放り投げる、slyngja)
- dump (投げ捨てる、dumpa)
- gloat (ほくそ笑む、glotta)
- scoff (嘲る、あざ笑う、skaup)
- rive (裂く、裂ける、rífa)
- gasp (喘ぐ、geispa)
- gape (口をぽかんと開ける、gapa)
- raise (上げる、reisa)
- ransack (隈なく探す、探し回る、rannsaka)
- lift (持ち上げる、lypta)
- race (心がどきどきする、rás)
- bask (日向ぼっこする、baðask)
- shriek (金切り声を上げる、skríkja)
- scare (怖がらせる、skirra)
- screak (金切り声をあげる、skríkja)

## 古ノルド語に起源を持つと見られる形容詞
- low (低い、lágr)
- weak (弱い、veikr)
- wrong (間違った、rangr)
- blunt (鈍い、blunda)
- ill (病んだ、illr)
- sly (小賢しい、slǿgr)
- odd (変わった、奇数の、oddi)
- loose (緩んだ、lauss)
- flat (平らな、flatr)
- happy (幸せな、heppinn)
- angry (怒った、名詞angerより派生)
- scant (乏しい、skamt)
- rotten (腐った、rotinn)
- cosy (居心地の良い、kose sig)
- clumsy (不器用な、klumsa)
- crazy (狂った、いらいらした、名詞crazeより派生)
- berserk (怒り狂った、名詞berserkerより派生)
- scared (怖がった、動詞scareより派生)

## 古ノルド語に起源を持つと見られる代名詞
- they (彼ら・彼女ら、þeir)
- their(彼ら・彼女らの、þeirra)
- them (彼ら・彼女ら、þeim)
- both (両方の、báðir)

## 古ノルド語に起源を持つと見られる前置詞
- till (～まで、～するまで、til)
- fro (～から、frá。イングランド北部方言で用いられる。)
- near(～の近くに、nær。古英語 nēarは「より近くに(closer)」の意味で使われていた。)

## 古ノルド語に起源を持つと見られる接続詞
- though (～ではあるが、～であるものの、*þóh, þó)